# Digic Pictures
DIGIC Pictures是一間位於匈牙利布達佩斯Graphisoft Park的3D動畫工作室，專門製作3D動畫遊戲過場動畫。Digic還在自己的工作室Digic Motion提供動作捕捉服務。

## 介紹
DIGIC Pictures是一間電腦動畫的電影製片廠，它可以製作完整的3D動畫電影和視覺特效，並與電子遊戲、故事片或商業廣告做結合。

## 歷史
DIGIC Pictures的歷史可以追溯到2001年12月，當時動畫公司的第一批成員加入了遊戲影片開發公司Black Hole娛樂。作為Black Hole電影部門的Digic Pictures製作了由Black Hole開發的RTS遊戲的動畫開頭。早在2002年，Digic就為 EA遊戲製作了五部高品質的全3D影片 - Intro，Outro，Human，Beast，Fallen，從2003年開始稱為Exigo，這是匈牙利有史以來第一個選擇電子戲劇的制作項目，該影片是2003年SIGGRAPH
電腦動畫展最負盛名的選擇之一，它引領了世界領先的電腦動畫技術。
由出生於匈牙利的好萊塢製片人兼合夥人Andrew G. Vajna鼓勵，該工作室參與製作了60部美國大片“視覺特效”電影魔鬼終結者3“，並留下深刻的印象”，即使是最有聲望的專業論壇，也帶來了匈牙利電腦動畫製作的世界。
自2006年以來，Digic Pictures已經從故事片轉向電子遊戲開發者，並繼續為遊戲玩家製作動畫短片，其中包括開頭，過場和預告片 其中包括 戰鎚 (設定)，末世騎士，刺客教條和質量效應等。刺客教條：大革命預告片於2014年在E3上推出，並在2014年Animago上獲得最佳預告片/開幕獎。2014年11月，Digic為Activision Publishing發行的決勝時刻：先進戰爭遊戲製作了一部電影。 2015年，刺客教條:大革命DLC:帝王陵墓和刺客教條：梟雄電影預告片發布。 2015年春季，巫師3：狂獵電影預告片已經在德國柏林Animago 2015和加拿大溫哥華Sparks動畫節獲得最佳預告片/開幕獎。在2016年，DIGIC製作了Destiny: The Taken King的CG電影，Final Fantasy XV：王者之劍- 戰鬥預告片，還有Final Fantasy XV - 噩夢預告片。 2017年，DIGIC Pictures繼續製作動畫,如英雄聯盟的CG預告片：Warwick The Wrath of Zaun，NcSoft的天堂M，CD Projekt的巫師系列延伸的紙牌遊戲:巫師之昆特牌，育碧的刺客教條：起源。除了CG預告片，DIGIC還為Destiny 2創作了遊戲中的CG電影。